# مزرعه حجت‌آباد برقراری
مزرعه حجت‌آباد برقراری یک منطقهٔ مسکونی در ایران است که در دهستان قناتغستان واقع شده‌است. مزرعه حجت‌آباد برقراری ۳۸ نفر جمعیت دارد.